# Charlie McCreevy
Charlie McCreevy, né en septembre 1949 à Sallins en Irlande, est un homme politique irlandais. Il a été entre 2004 et 2010 commissaire européen au Marché intérieur et aux Services dans la Commission Barroso I.

## Biographie
Charlie McCreevy né en 1949, est diplômé de l'University College Dublin. Il a travaillé comme expert comptable, en tant que membre de l'Institut des experts-comptables (Institute of Chartered Accountants) jusqu’en 1977[réf. souhaitée], date à laquelle il fut élu pour la première fois au Dáil Éireann (le Parlement irlandais) dans sa circonscription d’origine, à savoir le comté de Kildare. Il a démissionné de son siège de député pour devenir membre de la Commission européenne. Depuis 1992, il a occupé différents postes dans les gouvernements dirigés par le parti Fianna Fáil, notamment ceux de ministre des Affaires sociales, ministre du Tourisme et du Commerce et enfin, à partir de 1997, ministre des Finances, Dans ces fonctions il a mis en œuvre une politique de déréglementation et de réduction d'impôts sur les sociétés (il a fait passer le taux d'imposition des bénéfices des sociétés de 50 % à 12 %); une politique qui a eu son efficacité pour attirer de grandes sociétés américaines sur le sol irlandais, notamment Google et Facebook.
Il est marié à Noeleen Halligan avec laquelle il a trois fils. Il a également un fils et trois filles, issus d'un mariage précédent.[réf. souhaitée]

## Carrière politique

### Fonctions électives
- 1977-2004 : membre du parlement ( Dáil Éireann)
- 1979-1985 : membre du conseil du comté de Kildare

### Fonctions gouvernementales
- Février 1992 - Janvier 1993 : ministre des Affaires sociales
- Janvier 1993 - Décembre 1994 : ministre du Tourisme
- 1995-1997 : Dans l'opposition, il est rapporteur de son parti sur les Finances.
- Juin 1997 - Septembre 2004 : ministre des Finances. À ce titre, il est Président du Conseil ECOFIN de janvier à juin 2004.

### Commissaire européen
Le 22 novembre 2004, il est nommé commissaire européen au Marché intérieur et aux Services.
Il s'oppose en particulier à la mise en place d'une base fiscale unique à l'échelle européenne pour calculer l'impôt sur les sociétés, mécanisme qui permettrait une plus juste répartition géographique de cette recette tout en laissant à chaque État le choix du taux d'imposition.
Lors de la campagne précédant le référendum sur la ratification du traité de Lisbonne en Irlande, il crée la polémique en déclarant publiquement n'avoir pas lu le traité. Il est accusé d'avoir favorisé la victoire du « non » au référendum, en particulier par le président du groupe du Parti socialiste européen au Parlement européen, Martin Schulz, qui réclame sa démission le 17 juin 2008.
Il quitte son poste de commissaire en février 2010, lors de l'entrée en fonction de la Commission Barroso II. Il est remplacé par Michel Barnier.